# Torre di Barchi
La torre di Barchi (anche chiamata torre dei Saraceni) è una torre cilindrica presumibilmente di origine tardo-antica situata in comune di Garessio a breve distanza da Barchi, una frazione di Ormea (Alta Val Tanaro).

## Storia

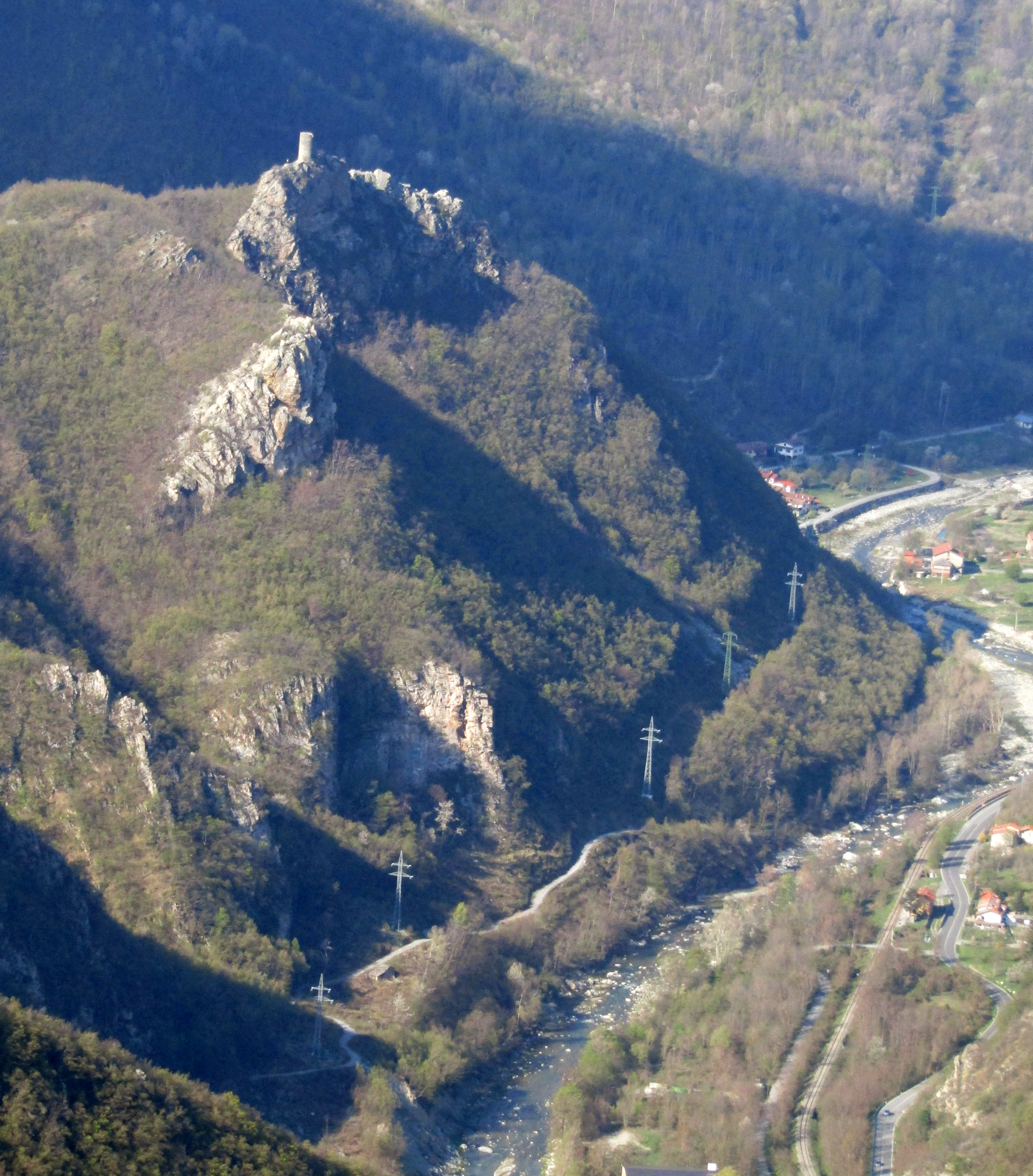
Vista dal Bric della Penna

La torre fu probabilmente eretta tra la fine del VIII e il principio del IX secolo in funzione anti-saracena, con l'obiettivo di avvistare per tempo eventuali incursioni islamiche provenienti dal Mar Ligure. Secondo altri studiosi la torre è invece più antica e risalirebbe al VI secolo, quando i bizantini crearono una linea fortificata sulla destra idrografica del Tanaro per contenere l'espansione dei Longobardi verso Genova. Esistono in zona varie leggende sull'edificio, secondo le quali i saraceni lo occuparono per decenni facendone la base delle loro scorrerie nella zona. Un giovane della famiglia Zitta con uno stratagemma avrebbe debellato da solo l'intero presidio saraceno per liberare la fidanzata che era stata presa in ostaggio dai predoni. Al giovane venne poi dato il soprannome di Tornatore, in quanto era tornato (vivo) dalla torre.

## Caratteristiche

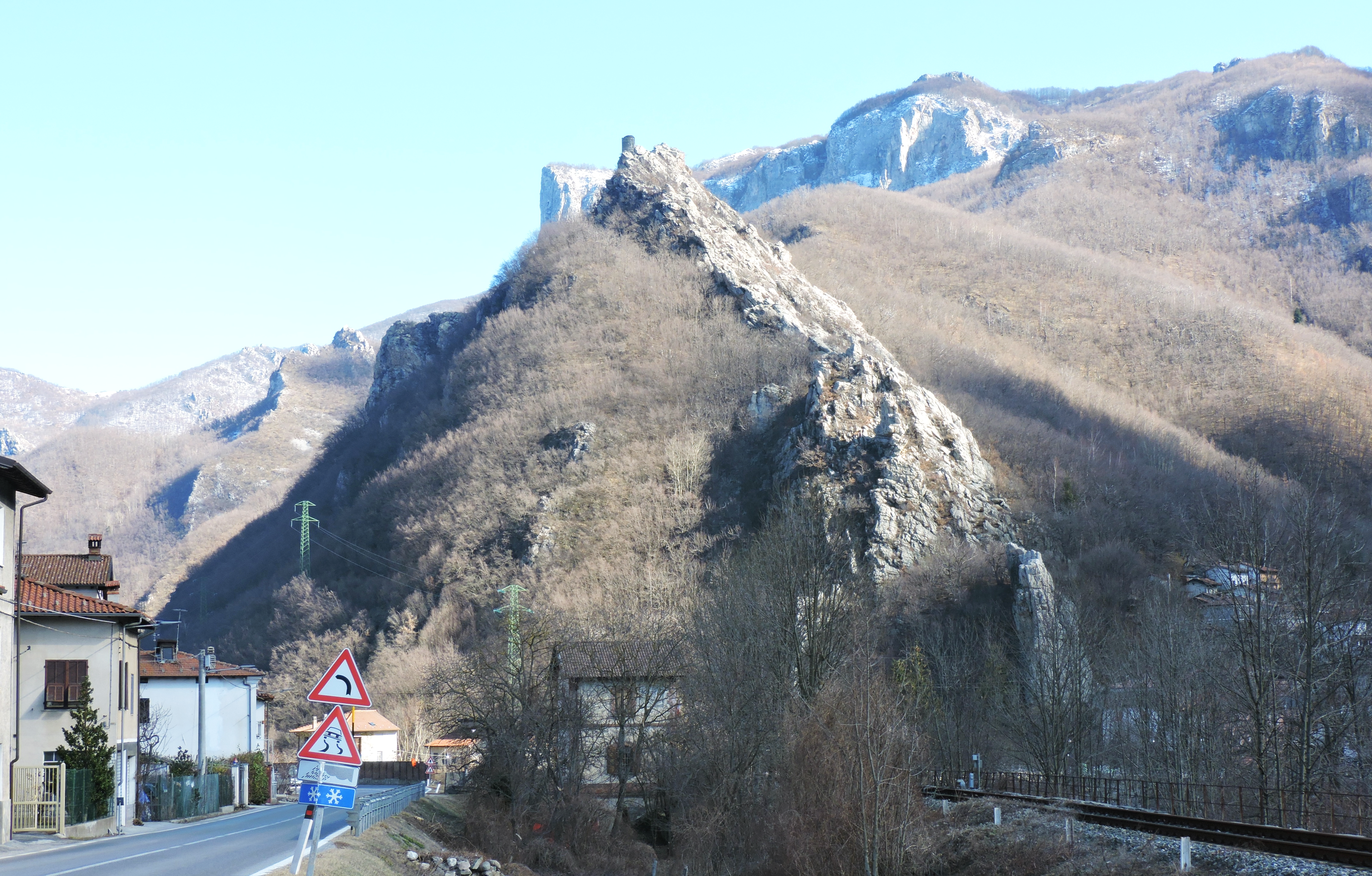
La torre vista dal fondovalle

Si tratta di una massiccia torre cilindrica realizzata in pietra locale legata con calce, alta 9 metri. Internamente ha un diametro di tre metri, ed attualmente manca di una copertura superiore. Originariamente l'edificio doveva essere più alto e il suo interno era ripartito verticalmente grazie a 3 solai di legno. 
L'accesso all'interno avviene oggi tramite una porta a livello del suolo, ma in passato, per rendere più agevole la sua difesa, l'ingresso era probabilmente possibile solo da una apertura situata a vari meri di altezza tramite una scala a pioli che, in caso di pericolo, poteva rapidamente essere ritirata all'interno dell'edificio. La torre si trova a quota 894 m s.l.m. su un contrafforte montuoso che si stacca dalla Catena principale alpina in direzione del solco principale della Val Tanaro, e sovrasta l'abitato di Barchi e la vicina stazione di Eca-Nasagò, oggi dismessa. La posizione spettacolare e visibile a grande distanza la rende uno dei monumenti-simbolo dell'Alta Val Tanaro.

## Accesso

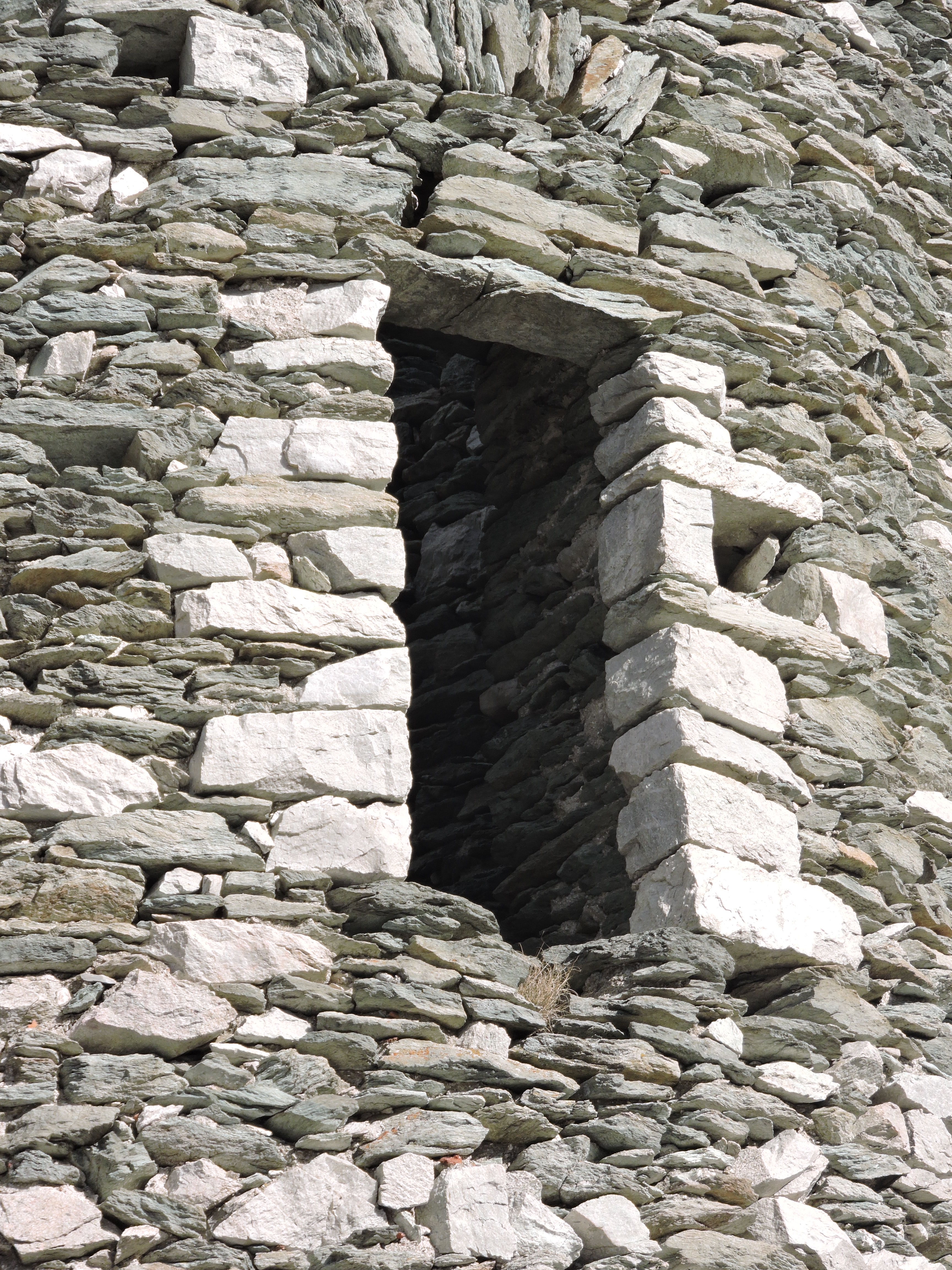
Dettaglio

La torre dei Saraceni può essere raggiunta per sentiero da Barchi, passando prima per Case Zitta. Gli ultimi metri del sentiero che dà accesso all'edificio sono piuttosto esposti e attraversano placche rocciose molto ripide; recentemente sono stati messi in sicurezza dal GAL che opera nella zona, ma è comunque sconsigliabile percorrerli se il terreno è ghiacciato.